# Facundo Velazco
Facundo Ezequiel Velazco Flores (Salta, Argentina; 19 de marzo de 1999) es un futbolista argentino que se desempeña como volante. Actualmente juega para San Marcos de Arica de la Liga de Ascenso de Chile.

## Trayectoria
Nacido en Salta, se unió a las divisiones inferiores de Independiente. En enero de 2021 firmó para Juventud Antoniana del Torneo Federal B argentino, logrando el ascenso al Torneo Federal A un año después.
Para el segundo semestre de 2023, se trasladó al extranjero, firmando por el Club Nacional de Paraguay.
En enero de 2025, se traslada a Chile, fichando por San Marcos de Arica de la Liga de Ascenso de Chile. En su debut oficial con el equipo ariqueño, marcó un gol en el empate 2-2 ante Coquimbo Unido válido por la Copa Chile 2025 el 28 de enero de 2025.

## Clubes
| Club                | País      | Año       |
| ------------------- | --------- | --------- |
| Juventud Antoniana  | Argentina | 2021-2023 |
| Club Nacional       | Paraguay  | 2023-2024 |
| San Marcos de Arica | Chile     | 2025-Act. |